# Chondracanthus rickettsi
Chondracanthus rickettsi är en kräftdjursart. Chondracanthus rickettsi ingår i släktet Chondracanthus och familjen Chondracanthidae. Inga underarter finns listade i Catalogue of Life.